# ヴァルツォ
ヴァルツォ（伊: Varzo）は、イタリア共和国ピエモンテ州ヴェルバーノ・クジオ・オッソラ県にある、人口約2,000人の基礎自治体（コムーネ）。

## 地理

### 位置・広がり
| 隣接するコムーネは以下の通り。括弧内のCH-VSはスイスヴァレー州所属を示す。 - バチェーノ - ボニャンコ - クレヴォラドッソラ - クロード - Grengiols (CH-VS) - Ried-Brig (CH-VS) - トラスクエーラ - Zwischbergen (CH-VS) |

## 行政

### 分離集落
ヴァルツォには、以下の分離集落（フラツィオーネ）がある。
Alneda, Altreggiolo, Bertonio, Castello, Cattagna, Colla, Coggia, Fontana, Pasquè, Piaggio, Riceno, Riva, Rosso, San Domenico